# Stefano Simoncelli
Stefano Simoncelli (Grottaferrata, 12 de noviembre de 1946-Roma, 20 de marzo de 2013) fue un deportista italiano que compitió en esgrima, especialista en la modalidad de florete.

## Trayectoria
Participó en dos Juegos Olímpicos de Verano en los años 1972 y 1976, obteniendo una medalla de plata en Montreal 1976 en la prueba por equipos. Ganó una medalla de bronce en el Campeonato Mundial de Esgrima de 1975.
Posteriormente siguió en el mundo de esgrima como gerente. Fue vicepresidente de la Federación Italiana de Esgrima y director técnico del Frascati Scherma. Sus hijos Luca y Marta continuaron la actividad competitiva.

## Palmarés internacional
| Juegos Olímpicos   | Juegos Olímpicos   | Juegos Olímpicos  | Juegos Olímpicos    |
| Año                | Lugar              | Medalla           | Prueba              |
| ------------------ | ------------------ | ----------------- | ------------------- |
| 1976               | Montreal (Canadá)  | Medalla de plata  | Florete por equipos |
| Campeonato Mundial |                    |                   |                     |
| Año                | Lugar              | Medalla           | Prueba              |
| 1975               | Budapest (Hungría) | Medalla de bronce | Florete por equipos |